# Tomáš Kopecký (Radsportler)
Tomáš Kopecký (* 8. April 2000 in Darlington) ist ein niederländisch-tschechischer Radrennfahrer, der für Tschechien an den Start geht.

## Sportlicher Werdegang
Kopecký wurde im britischen Darlington geboren und wuchs im niederländischen Leiden auf. Seine Mutter ist Niederländerin, der Vater Tscheche, wodurch er die doppelte Staatsbürgerschaft hat. Nach Differenzen mit den niederländischen Radsportverband entschied er sich, für Tschechien zu starten. Seine Karriere im Radsport begann er vorrangig im Cyclocross. In der Saison 2017/2018 gewann er bei den Junioren die Gesamtwertung im Weltcup und in der Superprestige, bei den Europameisterschaften 2017 und den Weltmeisterschaften 2018 stand er jeweils als Zweiter auf dem Podium.
Nach dem Wechsel in die U23 blieb Kopecký zunächst beim Cyclocross und wurde in seiner ersten Saison Vierter bei den U23-Weltmeisterschaften. In den folgenden Jahren konnte er an seine Erfolge von den Junioren jedoch nicht mehr anknüpfen. Nachdem er bis dahin nur gelegentlich auf der Straße aktiv gewesen war, wechselte er 2021 komplett auf die Straße und wurde tschechischer U23-Meister im Einzelzeitfahren. In den Niederlanden sicherte er sich die Gesamtwertung der Tour du Brabant flamand.
Zur Saison 2022 wurde Kopecký Mitglied im UCI Continental Team A Bloc CT. Mit zweiten Plätzen bei der Rutland-Melton International CiCLE Classic und der PWZ Zuidenveld Tour sowie dem dritten Platz bei Paris–Tours Espoirs erzielte er mehrere Podiumsplatzierungen für sein Team. Bereits nach einer Saison wechselte er zum neu gegründeten Team TDT-Unibet. Mit dem Gewinn der dritten Etappe bei Kreiz Breizh Elites 2023 erzielte er seinen ersten Sieg bei einem internationalen Rennen.

## Familie
Tomáš Kopecký ist der ältere Bruder von Matyáš Kopecký und Julia Kopecký, die beide als Radrennfahrer in professionellen Radsportteams aktiv sind.

## Erfolge

### Cyclocross
2017/2018
- Tschechischer Meister – Cyclocross (Junioren)
- Weltmeisterschaften – Junioren
- Europameisterschaften – Junioren
- zwei Erfolge und Gesamtwertung UCI-Cyclocross-Weltcup (Junioren)
- Gesamtwertung Superprestige (Junioren)

### Straße
2021
- Tschechischer Meister – Einzelzeitfahren (U23)

2023
- eine Etappe Kreiz Breizh Elites